# Colin Breed
Colin Edward Breed (Surrey, 1947. május 4. – 2024. május 10.) brit politikus. Cornwall délkeleti részének volt Liberális Demokrata párti képviselője.

## Fiatalkora
A háború után Surrey északkeleti részén egy szakács gyermekeként született. A Torquay Boys' Grammar Schoolban tanult. 17 évnyi banki gyakorlatot követően 1964-ben területmenedzserré nevezték ki a Midland Banknál, majd 1981-ben ő lett a Rowan Dartington & Co Ltd igazgatója. 1992-től a parlamenti megválasztásáig Gemini Abrasivesszel közösen vezették a céget.

## Politikai pályafutása
1982-ben mind a Caradoni Területi Tanács, mind a Saltashi Városi Tanács tagjává megválasztották. Két cikluson át volt Saltash polgármestere. Őt választották az 1997-es választásokon, a liberális demokraták színeiben induló jelöltnek Délkelet-Cornwallban. Az akkori konzervatív képviselő, Robert Hicks visszavonult. Az 1997-es választások országszerte a konzervatívok bukását eredményezték, és így Breedet választották meg a terület új liberális demokrata képviselőjének. A választásokon szerzett előnye 6480 szavazat volt, és azóta mind a mai napig megtartotta a tisztséget. 1997. június 24-én tartott szűzbeszéde a növényvilág változatosságának megvédéséről szólt.
Paddy Ashdown 1997-ben Breedet nevezte ki a Kereskedelmi és Ipari Minisztérium szóvivőjévé. Mikor 1999-ben Charles Kennedyt választották a liberális demokraták vezetőjévé, Breed tagja lett pártjának árnyékkormányának a mezőgazdasági, halgazdálkodási és élelmezési árnyékminisztere. Ugyanebben az évben az Általános Orvosi Tanács tagja lett.
A 2001-es választásokat követően Breedet eltávolították az árnyékkormányból, de ugyanekkor kinevezték a Környezetvédelmi, Élelmezési és Vidéki Minisztérium szóvivőjévé. Ezt követően 2002-től a Hadügyi Minisztérium nevében nyilatkozott. A 2005-ös választások óta ismét a Környezetvédelmi, Élelmezési és Vidéki Minisztérium szóvivője lett.

## Magánélete
Breed metodista prédikátor, a homoszexualitás, valamint az ehhez hasonló ügyekben konzervatív nézetet vall. Feleségét, Janet Courtiourt 1968-ban Torbayben vette el. Egy fiuk és egy lányuk született.

## Fordítás
- Ez a szócikk részben vagy egészben  a   Colin Breed című angol Wikipédia-szócikk ezen változatának fordításán alapul.  Az eredeti cikk szerkesztőit annak laptörténete sorolja fel. Ez a jelzés csupán a megfogalmazás eredetét és a szerzői jogokat jelzi, nem szolgál a cikkben szereplő információk forrásmegjelöléseként.